# Гомукхасана

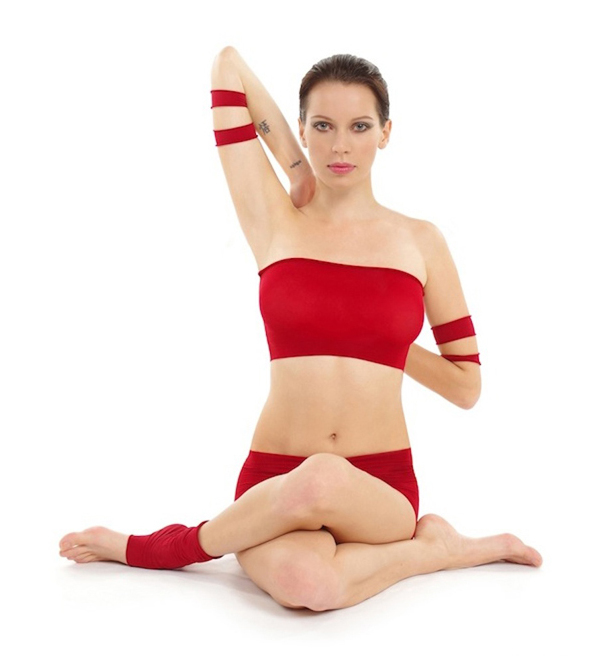
Облегчённый вариант позы без полного поджатия ног и соединения рук замком

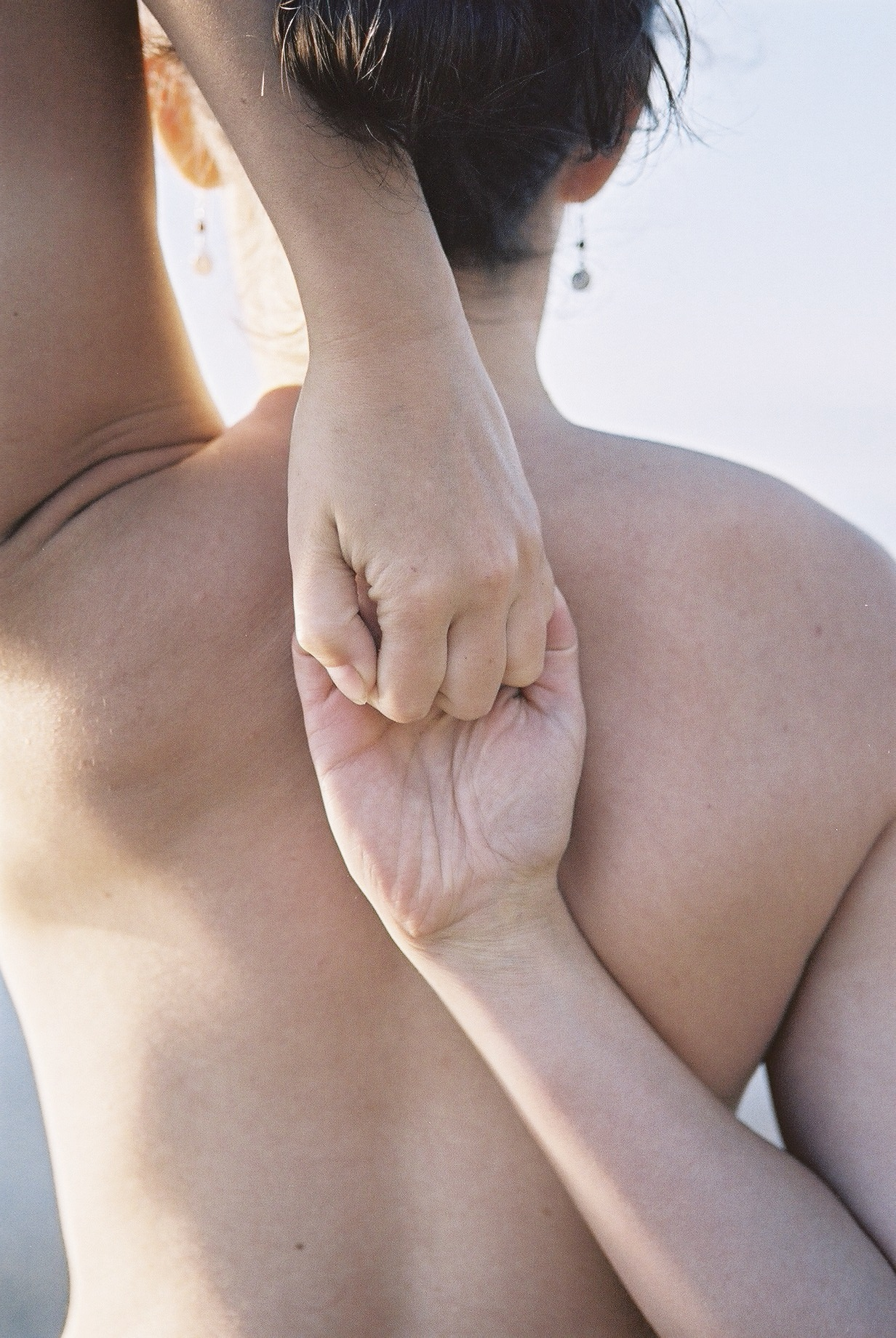
Соединение замком

Гомукхасана (санскр. गोमुखासन, IAST: gomukhāsana, गो го — корова, मुख мукха — лицо) — Поза коровьей морды — асимметричная сидячая асана.

## Этимологоия
Гомукха означает «тот, чьё лицо похоже на коровью морду». Сложенные особым образом ноги символизируют губы коровы, рука снизу — ухо, сверху — рог.

## История
Краткое её описание, правда только относительно положения ног, содержится уже в одной из древних Даршана -упанишаде (гл. 3, 3—4) и в Хатха-йоге-прадипике (шлока 20): «Расположи правую лодыжку рядом с левым бедром, а левую рядом с правым». О положении рук за спиной говорится только в панчаратрийской тантрической Ахирбудхнья-самхите первого тысячелетия н. э.

## Воздействие
Поза способствует улучшению растяжимости и снятию судорог ножных мышц, распрямлению грудной клетки и спины, растяжимости широчайших мышц спины и подвижности плечевых суставов.